# 宮村優子の直球で行こう!
宮村優子の直球で行こう!（みやむらゆうこのちょっきゅうでいこう!）は、1996年10月～2000年9月にかけてラジオ大阪、ラジオ日本ほかで放送されていたラジオ番組である。当時の1314 V-STATIONの中核を担う人気番組だった。

## 概要
メインパーソナリティは宮村優子と岩田光央。1998年夏より愛河里花子も一部コーナーのレギュラーとして番組に参加していた。リスナーのハンドルネームは「直球（じかだま）ネーム」と呼ばれていた。また、タイトルコールは伊津野亮が担当した。ハガキの挨拶は「宮村さん、岩田さん、○○～」「○○～」（○○の所に適当な語句を入れる）のがお約束だった。お別れの挨拶は「ほなね～」。最終回でも使われた。

### 放送時間
ラジオ大阪
日曜 18:30～21:00　（1996年10月～1997年3月）
月曜 19:30～21:00　（1997年4月～9月）
日曜 22:00～23:30　（1997年10月～2000年9月（最終回））
ラジオ日本
金曜 25:30～27:00　（1997年4月5日～1998年4月）
金曜 25:00～26:30　（1998年4月～）
（以下の放送局は、後半30分のみの放送枠）
北海道放送（HBCラジオ）
土曜 25:00～25:30　（1999年4月-）
1997年10月-1999年3月にかけては土曜25:30-26:00で放送していた。
1997年4月～1997年9月にかけては日曜25:30-26:00で放送していた。
ラジオ福島
水曜 23:15～23:45　（1997年10月～）
中国放送
土曜 23:00～23:30　（1997年10月～1998年4月）
金曜 23:00～23:30　（1998年4月～）
高知放送
水曜 22:30～23:00　（1997年10月～）
九州朝日放送（KBCラジオ）
日曜 22:30～23:00　（1997年10月～1998年4月）
日曜 24:35～25:05　（1998年4月～）
大分放送
日曜 24:00～24:30　（1997年10月～1998年4月）
日曜 24:10～24:40　（1998年4月～）
ラジオ沖縄
日曜 23:30～24:00　（1997年4月～）

### コーナー
光央と優子の爆裂!ハイテンショントーク・オリジナル（通称：爆ジル）
序盤から中盤にかけての60分枠で、この枠はラジオ大阪とラジオ日本でのみ放送されていた。当初はこの枠でビクター制作のラジオドラマを放送していた。
直球!! 麻雀最強位決定戦!!
必勝法を授けます
爆ジル川柳
アシスタント（当初は川澄綾子、1999年頃まで川菜翠、1999年以降は高橋美佳子）が出演するコーナー。川柳と銘打たれているが五七五の決まりは全くなく、リスナーの面白おかしい体験談を3節（出足、中心、オチ）に分けて読み上げていく。ネタコーナーがメインであるが、それ以外にこのコーナーには地雷（NGワード）が毎週設定され、地雷を踏んだ（NGワードを発言した）パーソナリティあるいはアシスタントは、罰ゲームを実行しなければならず、パーソナリティの一種の芸人修行の場と捉えることもできるコーナーであった。
爆ジル職業安定所
岩田家バンザイ!!
岩田光央・愛河里花子夫妻による二人トークのコーナー。ペットのアコの話題が出ると、SEとして犬の吠える声が流れていた。
宮村優子の直球カウントダウン
2局放送時代の後半30分枠のコーナー
宮村優子の直球で行こう!極（ごく）
終盤30分枠のコーナーで、上記以外の局はこの枠のみ放送されていた。

## エピソード
- 放送開始後最初のゲストはココリコで、宮村優子のきっての希望だった。ほかにも坂田利夫がゲストに入ったこともあった。
- 岩田家バンザイ!!のコーナーではたまに洒落にならない規模の夫婦喧嘩が勃発し、リスナーから心配のお便りが届くことも多かった。
- 関西地方で活動するエヴァ芸人の桜 稲垣早希は当時のリスナーで、タイトルコールのモノマネを得意としている。
- Ｖステ史上最高聴取率をただきだした